# 祁仪镇
祁仪镇，原为祁仪乡，是中华人民共和国河南省南阳市唐河县下辖的一个乡镇级行政单位。1895年，哲学家冯友兰生于此地。
2017年12月，撤乡设镇。

## 行政区划
祁仪镇下辖以下地区：
祁仪村、许河村、常庄村、尚冲村、临泉村、南岗村、杜门楼村、王油坊村、王田村、兴堂村、孙庄村、元山村、张马店村、万庄村、大张庄村、古沟村、罗山村、板苍村、寨桥村、老河村、前棚村、郭楼村、蒋岗村、油坊岗村、孙岗村和朱元村。